# Caleb Ekuban
Caleb Ansah Ekuban (Villafranca di Verona, 23 marzo 1994) è un calciatore ghanese con cittadinanza italiana, attaccante del Genoa.

## Biografia
È nato in Italia, a Villafranca di Verona, da una famiglia proveniente dal Ghana; è in possesso della cittadinanza di entrambi i paesi. Ha un fratello minore, Joseph (classe 2000), anch'egli calciatore e attualmente in forza al Latina, in Serie C.
Ha vissuto per molti anni a Verona, dove ha frequentato anche le scuole superiori, per poi dedicarsi esclusivamente al calcio, vestendo la maglia delle giovanili del Chievo.

## Caratteristiche tecniche
Attaccante dotato fisicamente, può essere impiegato sia da ala che da seconda punta. Rapido e veloce, bravo negli scatti, è dotato di un buon tiro e riesce anche a dare profondità alla manovra offensiva.
Grande professionista sul campo e fuori, l'impegno profuso in ogni partita lo porta spesso a concretizzare le occasioni che gli si presentano e che si crea con precisione e continuità. Considerato uno dei migliori attaccanti della sua generazione, tra le sue armi migliori figurano il dribbling e la capacità di saltare l'uomo nell'uno contro uno.

## Carriera

### Club

#### Esordi in Italia e Partizan Tirana
Cresciuto nel Mantova e nel Chievo, l'11 luglio 2013 viene ceduto in prestito al Südtirol, con cui inizia la carriera professionistica. Poco impiegato dai biancorossi, il 3 gennaio 2014 passa al Lumezzane; resta con il club bresciano anche nella stagione successiva, conquistando la salvezza ai play-out. Il 6 agosto 2015 si trasferisce al Renate; nella stagione successiva passa al Partizani Tirana, con cui disputa un'ottima stagione a livello individuale, conclusa con 18 reti totali.

#### Leeds e Trabzonspor
L'11 luglio 2017 viene acquistato a titolo definitivo dal Leeds Utd, con cui firma un quadriennale. Poco impiegato a causa di due fratture subite allo stesso piede, il 29 agosto 2018 viene ceduto a titolo temporaneo alla squadra turca del Trabzonspor che lo riscatta a titolo definitivo il 1º luglio 2019. In tre stagioni mette insieme 103 presenze e 29 gol di cui 11 segnati nell’ultima annata.

#### Ritorno in Italia al Genoa
Il 7 agosto 2021, Ekuban torna in Italia, venendo ingaggiato a titolo definitivo dal Genoa, in Serie A, per circa 2 milioni di euro, e firmando un contratto triennale. Sei giorni dopo, esordisce con i rossoblù nella sfida dei trentaduesimi di Coppa Italia contro il Perugia, vinta per 3-2. Il 29 agosto successivo esordisce anche in Serie A, nella partita casalinga persa col Napoli per 1-2.
Il 14 dicembre trova la sua prima rete in rossoblu, siglando l'unico gol della partita, che permette al grifone di passare il turno di Coppa Italia contro la Salernitana. Il 20 febbraio 2022 segna il suo primo gol in Serie A, nel pareggio per 1-1 sul campo del Venezia. A fine stagione il Genoa retrocede in Serie B.
Il 28 agosto 2022, sigla il suo primo gol in seconda divisione, nella vittoria per 1-0 contro il Pisa. Riconquistata la massima divisione col Grifone, ritrova la rete il 22 dicembre 2023, siglando il gol del definitivo successo per 2-1 in casa del Sassuolo.
Nel giugno del 2024, rinnova il proprio contratto con il Genoa fino al 30 giugno 2026.

### Nazionale
Nel marzo del 2019, Ekuban ottiene la prima convocazione con la nazionale maggiore ghanese, in vista della partita di qualificazione alla Coppa d'Africa dello stesso anno contro il Kenya (23 marzo), nella quale esordisce segnando anche la rete decisiva per la vittoria delle Black Stars.
Convocato per la Coppa d'Africa 2019, negli ottavi di finale sbaglia il rigore nella partita che porta il Ghana all'eliminazione contro la Tunisia.
Nel novembre del 2022, viene inserito dal CT Otto Addo nella lista dei pre-convocati per i Mondiali di calcio in Qatar.

## Statistiche

### Presenze e reti nei club
Statistiche aggiornate al 24 maggio 2025.
| Stagione           | Squadra            | Campionato         | Campionato | Campionato | Coppe nazionali | Coppe nazionali | Coppe nazionali | Coppe continentali | Coppe continentali | Coppe continentali | Altre coppe | Altre coppe | Altre coppe | Totale | Totale |
| Stagione           | Squadra            | Comp               | Pres       | Reti       | Comp            | Pres            | Reti            | Comp               | Pres               | Reti               | Comp        | Pres        | Reti        | Pres   | Reti   |
| ------------------ | ------------------ | ------------------ | ---------- | ---------- | --------------- | --------------- | --------------- | ------------------ | ------------------ | ------------------ | ----------- | ----------- | ----------- | ------ | ------ |
| 2013-gen. 2014     | Südtirol           | 1D                 | 6          | 1          | CI+CI-LP        | 2+1             | 1+0             | -                  | -                  | -                  | -           | -           | -           | 9      | 2      |
| gen.-giu. 2014     | Lumezzane          | 1D                 | 13         | 2          | CI+CI-LP        | -               | -               | -                  | -                  | -                  | -           | -           | -           | 13     | 2      |
| 2014-2015          | Lumezzane          | LP                 | 34+1       | 4+1        | CI-LP           | 2               | 0               | -                  | -                  | -                  | -           | -           | -           | 37     | 5      |
| Totale Lumezzane   | Totale Lumezzane   | Totale Lumezzane   | 47+1       | 6+1        |                 | 2               | 0               |                    | -                  | -                  |             | -           | -           | 50     | 7      |
| 2015-2016          | Renate             | LP                 | 31         | 4          | CI-LP           | 2               | 0               | -                  | -                  | -                  | -           | -           | -           | 33     | 4      |
| 2016-2017          | Partizani Tirana   | KS                 | 34         | 17         | CA              | 2               | 1               | UCL+UEL            | 4+2                | 0                  | -           | -           | -           | 42     | 18     |
| 2017-2018          | Leeds Utd          | FLC                | 20         | 1          | FACup+CdL       | 0+1             | 0+1             | -                  | -                  | -                  | -           | -           | -           | 21     | 2      |
| 2018-2019          | Trabzonspor        | SL                 | 29         | 5          | CT              | 7               | 3               | -                  | -                  | -                  | -           | -           | -           | 36     | 8      |
| 2019-2020          | Trabzonspor        | SL                 | 22         | 5          | CT              | 7               | 1               | UEL                | 5                  | 4                  | -           | -           | -           | 34     | 10     |
| 2020-2021          | Trabzonspor        | SL                 | 32         | 10         | CT              | 0               | 0               | -                  | -                  | -                  | ST          | 1           | 1           | 33     | 11     |
| Totale Trabzonspor | Totale Trabzonspor | Totale Trabzonspor | 83         | 20         |                 | 14              | 4               |                    | 5                  | 4                  |             | 1           | 1           | 103    | 29     |
| 2021-2022          | Genoa              | A                  | 30         | 1          | CI              | 3               | 1               | -                  | -                  | -                  | -           | -           | -           | 33     | 2      |
| 2022-2023          | Genoa              | B                  | 14         | 2          | CI              | 1               | 0               | -                  | -                  | -                  | -           | -           | -           | 15     | 2      |
| 2023-2024          | Genoa              | A                  | 29         | 4          | CI              | 1               | 0               | -                  | -                  | -                  | -           | -           | -           | 30     | 4      |
| 2024-2025          | Genoa              | A                  | 18         | 1          | CI              | 0               | 0               | -                  | -                  | -                  | -           | -           | -           | 18     | 1      |
| 2025-2026          | Genoa              | A                  | 0          | 0          | CI              | 0               | 0               | -                  | -                  | -                  | -           | -           | -           | 0      | 0      |
| Totale Genoa       | Totale Genoa       | Totale Genoa       | 91         | 8          |                 | 5               | 1               |                    | -                  | -                  |             | -           | -           | 96     | 9      |
| Totale carriera    | Totale carriera    | Totale carriera    | 312+1      | 57+1       |                 | 29              | 8               |                    | 11                 | 4                  |             | 1           | 1           | 354    | 71     |

### Cronologia presenze e reti in nazionale
| Cronologia completa delle presenze e delle reti in nazionale ― Ghana | Cronologia completa delle presenze e delle reti in nazionale ― Ghana | Cronologia completa delle presenze e delle reti in nazionale ― Ghana | Cronologia completa delle presenze e delle reti in nazionale ― Ghana | Cronologia completa delle presenze e delle reti in nazionale ― Ghana | Cronologia completa delle presenze e delle reti in nazionale ― Ghana | Cronologia completa delle presenze e delle reti in nazionale ― Ghana | Cronologia completa delle presenze e delle reti in nazionale ― Ghana |
| Data                                                                 | Città                                                                | In casa                                                              | Risultato                                                            | Ospiti                                                               | Competizione                                                         | Reti                                                                 | Note                                                                 |
| -------------------------------------------------------------------- | -------------------------------------------------------------------- | -------------------------------------------------------------------- | -------------------------------------------------------------------- | -------------------------------------------------------------------- | -------------------------------------------------------------------- | -------------------------------------------------------------------- | -------------------------------------------------------------------- |
| 23-3-2019                                                            | Accra                                                                | Ghana                                                                | 1 – 0                                                                | Kenya                                                                | Qual. Coppa d'Africa 2019                                            | 1                                                                    | 62’                                                                  |
| 26-3-2019                                                            | Accra                                                                | Ghana                                                                | 3 – 1                                                                | Mauritania                                                           | Qual. Coppa d'Africa 2019                                            | 1                                                                    | 46’                                                                  |
| 9-6-2019                                                             | Accra                                                                | Ghana                                                                | 0 – 1                                                                | Namibia                                                              | Amichevole                                                           | -                                                                    | 46’                                                                  |
| 15-6-2019                                                            | Dubai                                                                | Ghana                                                                | 0 – 0                                                                | Sudafrica                                                            | Amichevole                                                           | -                                                                    | 64’                                                                  |
| 2-7-2019                                                             | Suez                                                                 | Guinea-Bissau                                                        | 0 – 2                                                                | Ghana                                                                | Coppa d'Africa 2019 - 1º turno                                       | -                                                                    | 83’                                                                  |
| 8-7-2019                                                             | Ismailia                                                             | Ghana                                                                | 1 – 1 dts (4 – 5 dtr)                                                | Tunisia                                                              | Coppa d'Africa 2019 - Ottavi di finale                               | -                                                                    | 75’                                                                  |
| 9-10-2020                                                            | Antalya                                                              | Mali                                                                 | 3 – 0                                                                | Ghana                                                                | Amichevole                                                           | -                                                                    | 72’                                                                  |
| 12-10-2020                                                           | Aksu                                                                 | Ghana                                                                | 5 – 1                                                                | Qatar                                                                | Amichevole                                                           | 1                                                                    | 85’                                                                  |
| 12-11-2020                                                           | Cape Coast                                                           | Ghana                                                                | 2 – 0                                                                | Sudan                                                                | Qual. Coppa d'Africa 2021                                            | -                                                                    | 63’                                                                  |
| 17-11-2020                                                           | Khartum                                                              | Sudan                                                                | 1 – 0                                                                | Ghana                                                                | Qual. Coppa d'Africa 2021                                            | -                                                                    | 67’                                                                  |
| 25-3-2021                                                            | Johannesburg                                                         | Sudafrica                                                            | 1 – 1                                                                | Ghana                                                                | Qual. Coppa d'Africa 2021                                            | -                                                                    |                                                                      |
| 12-10-2021                                                           | Harare                                                               | Zimbabwe                                                             | 0 – 1                                                                | Ghana                                                                | Qual. Mondiali 2022                                                  | -                                                                    | 87’                                                                  |
| 11-11-2021                                                           | Johannesburg                                                         | Etiopia                                                              | 1 – 1                                                                | Ghana                                                                | Qual. Mondiali 2022                                                  | -                                                                    | 82’                                                                  |
| Totale                                                               |                                                                      | Presenze                                                             | 13                                                                   |                                                                      | Reti                                                                 | 3                                                                    |                                                                      |

## Palmarès
- Coppa di Turchia: 1

Trazbonspor: 2019-2020
- Supercoppa di Turchia: 1

Trabzonspor: 2020